# Всё начинается с любви
«Всё начинается с любви» — советский художественный фильм 1984 года, снятый Ярославом Ланчаком по сценарию Александра Чумака на киностудии имени А. Довженко.
Премьера фильма состоялась 4 февраля 1985 года. Фильм посмотрели 4,4 млн. зрителей.

## Сюжет
После окончания девятого класса ребята отправляются на трудовой семестр в лагерь труда и отдыха, где начинают работать в поле. Лидер класса Глеб влюбляется в студентку Евгению, вызывая переполох у своей классной руководительницы.

## В ролях
- Игорь Шавлак — Глеб
- Людмила Чишневая — Женя
- Виктория Корсун — Вера, старшеклассница
- Галина Мороз — Зина
- Алексей Весёлкин — Павел
- Людмила Сосюра — Анна Павловна
- Богдан Ступка — Антонюк
- Евгений Дворжецкий — Бенюк
- Вадим Элик — Демчук
- Светлана Таранюк — Кира
- Ирина Гайдамака — Зоя

## Съёмочная группа
- Режиссёр: Ярослав Ланчак
- Сценарист: Александр Чумак
- Оператор: Виктор Политов
- Художник: Вячеслав Капленко
- Звукорежиссёр: Елена Межибовская
- Композитор: Вячеслав Назаров